# Triacàntids
Els triacàntids (Triacanthidae) són una família de peixos teleostis de l'ordre dels tetraodontiformes., propis dels oceans Índic i Pacífic.
Fan entre 15-25 cm de llargària total segons l'espècie.
Són peixos bentònics d'aigües poc profundes.
Es troba a l'Índic i el Pacífic.

## Gèneres i espècies
- Pseudotriacanthus (Fraser-Brunner, 1941)[5]
  - Pseudotriacanthus strigilifer (Cantor, 1849)
- Triacanthus (Oken, 1817)[6]
  - Triacanthus biaculeatus (Bloch, 1786)
  - Triacanthus nieuhofii (Bleeker, 1852)
- Tripodichthys (Tyler, 1968)[7]
  - Tripodichthys angustifrons (Hollard, 1854)
  - Tripodichthys blochii (Bleeker, 1852)
  - Tripodichthys oxycephalus (Bleeker, 1851)
- Trixiphichthys (Fraser-Brunner, 1941)[5]
  - Trixiphichthys weberi (Chaudhuri, 1910)[8][9][10][11][12]